# Gouy-en-Ternois
Gouy-en-Ternois är en kommun i departementet Pas-de-Calais i regionen Hauts-de-France i norra Frankrike. Kommunen ligger i kantonen Aubigny-en-Artois som tillhör arrondissementet Arras. År 2022 hade Gouy-en-Ternois 128 invånare.

## Befolkningsutveckling
Antalet invånare i kommunen Gouy-en-Ternois
| Referens: INSEE |